# Verbum
Verbum AB är ett bokförlag och ett medieföretag som ingår i koncernen Berling Media. Verbum ägs till stor del av Svenska kyrkan, Equmeniakyrkan och organisationer med anknytning till dessa. Inriktning är utgivning av material för kyrkor och församlingar livsåskådningsfrågor. 
Verbum Förlag består av två utgivningslinjer:
- Böcker Verbums böcker riktar sig primärt mot kyrkor och församlingar men utgivningen speglar också livsfrågor, andlig vägledning och presentböcker för allmänheten.
- Tidningar: Verbum ger ut Kyrkans Tidning, Sändaren och tidigare även Amos, men också uppdragsutgivningar, så som församlingsblad.

Verbum är ett av Sveriges äldsta bokförlag. Grunden till koncernen lades 1911 då Svenska kyrkans diakonistyrelse startade eget bokförlag med målet att säkra kyrkans nödvändiga utgivning. Man övertog viss verksamhet från det tidigare Sveriges kristliga studentrörelsens bokförlag. Svenska kyrkans diakonistyreles bokförlag gav ut böcker under akroymen SKDB. I januari 2014 gick Verbum Förlag och Berling Press samman och bildade Verbum AB. Innan förlaget hette Verbum Förlag gav det ut litteratur under namnet Skeab (d.v.s. Svenska kyrkans ekonomi AB).